# Marzahner Promenade
Die Marzahner Promenade gilt als Zentrum des Berliner Ortsteils Marzahn. Es handelt sich um eine doppelt geführte Straße, in großen Teilen parallel zur Straßenbahntrasse entlang der Landsberger Allee verlaufend. Der südliche Bereich ist eine Kraftfahrzeug-Erschließungsstraße für die Bewohner und dient zur Belieferung und Nutzung der Geschäfte. Der nördliche Bereich – zwischen dem Eastgate und dem Freizeitforum Marzahn – ist eine Fußgängerzone und Ladenstraße, in der kleine Geschäfte im Erdgeschoss der Plattenwohnbauten Dinge des täglichen Lebens und Dienstleistungen anbieten.

## Die Promenade von 1972 bis 1990

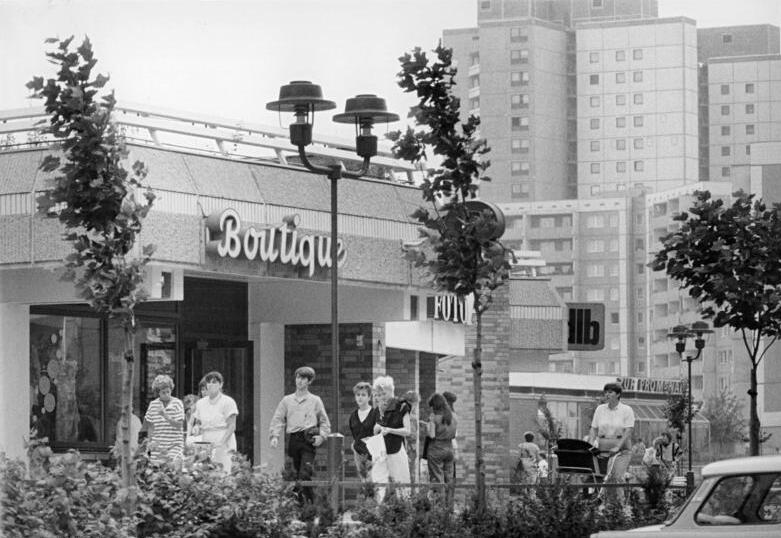
Marzahner Promenade, 1988

Nach der Entstehung der Großwohnsiedlung Marzahn zu Beginn der 1970er Jahre wurde die Ladenstraße als „gesellschaftlicher Hauptbereich“ vom Kollektiv um den Architekten Wolf-Rüdiger Eisentraut geplant und angelegt. Sie diente als Einkaufs- und Bummelmeile, auch Freizeitangebote wie eine Bowlingbahn und kleine Cafés sorgten für eine Belebung der Straße durch Einwohner und ihre Gäste.

## Vom Leerstand zur Sanierung
Nach der politischen Wende entstand durch Auflösung der Handelseinrichtungen wie HO und Konsumgenossenschaft und die daraus resultierende Privatisierung für Geschäftsinhaber sowie durch die schnelle Verbreitung von Lebensmitteldiscountern ein größerer Leerstand in der Ladenzeile.
Seit dem Beginn des 21. Jahrhunderts, mit der Sanierung der kommunalen Wohnhäuser und der Verdichtung der Einkaufsmöglichkeiten auf das Eastgate anstelle des früheren Kaufhauses Marzahner Tor, gibt es neue Nutzungen der kleinen Geschäfte. Eine glasüberdachte Passage verbindet nun die kleinen Läden zu einer Ladenzeile. Die Gewinnung von Investoren und Interessenten für die Räumlichkeiten lassen die Promenade zu früherer Blüte auferstehen. Sie entwickelt sich zu einem aktiven Ortsteilzentrum.

## Zustand der Marzahner Promenade

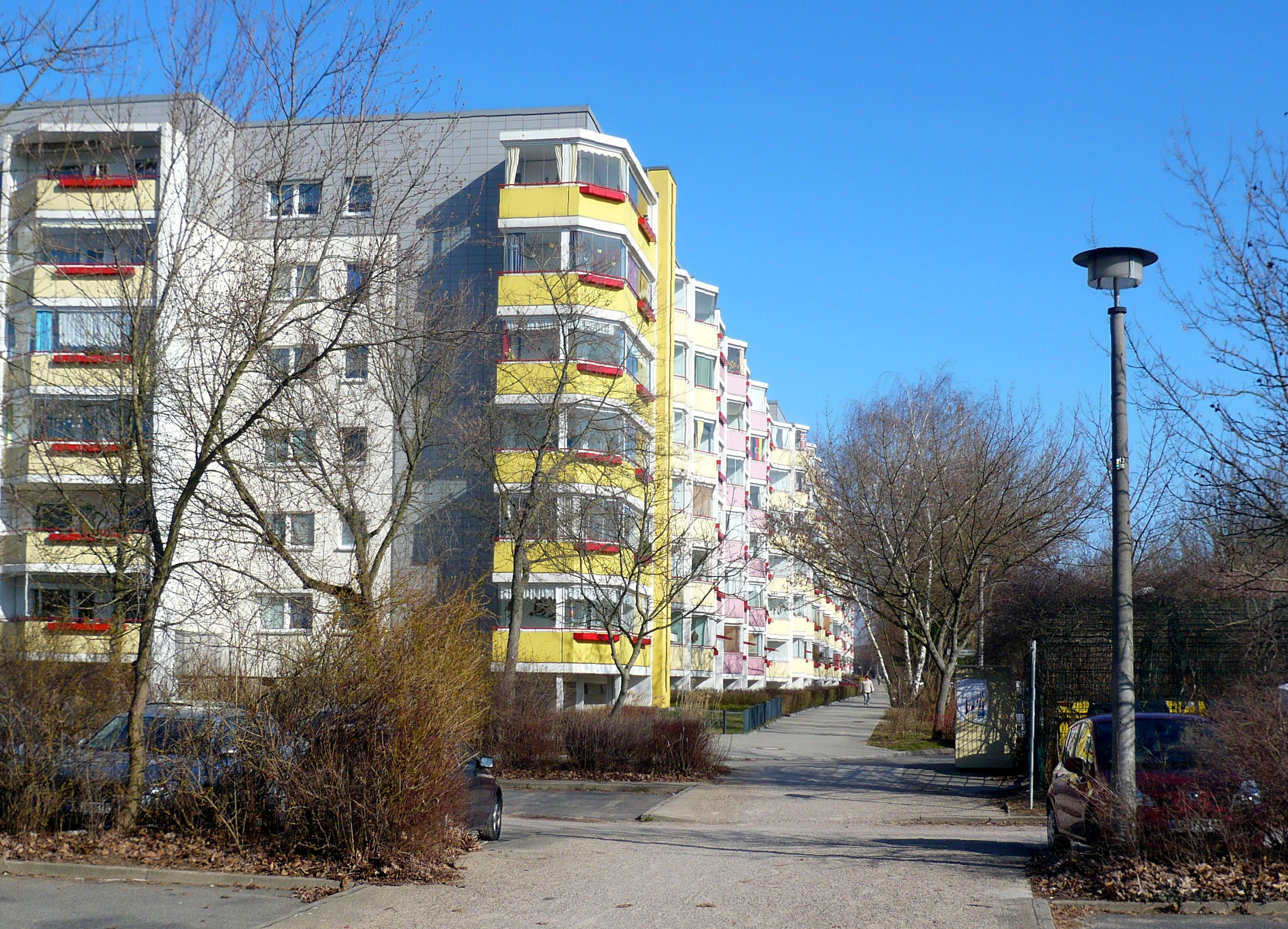
Ein Stück der Promenade ohne Geschäfte aber mit sanierten Wohnhäusern, 2011

Im Jahr 2009 veranstaltete das Bezirksamt einen landschaftsplanerischen Ideen- und Realisierungswettbewerb „Aktives Stadtzentrum Marzahner Promenade“ mit vorgeschaltetem Bewerbungsverfahren. Aus den eingereichten Vorschlägen setzte ein Preisgericht das Projekt des Teams bbzl landschaften städtebau Berlin (Ulrike Böhm, Cyrus Zahiri, Katja Benfer, Rita Leal, Maria Teles, Mara Werner, Miriam Sauer, Anna Vogels, Christina Bös, Pilar Morilla) auf den ersten Platz. Es wird entsprechend der Haushaltslage des Bezirks schrittweise umgesetzt.
Die hügelige Fläche zur Franz-Stenzer-Straße hinunter wurde inzwischen intensiv begrünt, die Wege erneuert und behindertengerecht angelegt. Seit 2011 wird die Promenade selbst ebenfalls restauriert. Dafür erhielt der Verwalter, die Degewo, aus dem obengenannten Förderprogramm des Berliner Senats 4,5 Millionen Euro. Zusätzlich werden die Schaufenster und Eingangsbereiche der Hauseingänge erneuert. Einige der Erdgeschossräume wurden und werden an Künstler vermietet, die bereits rege davon Gebrauch machen – mehr als zehn Ateliers sind eingerichtet.

## Kunst auf und an der Promenade

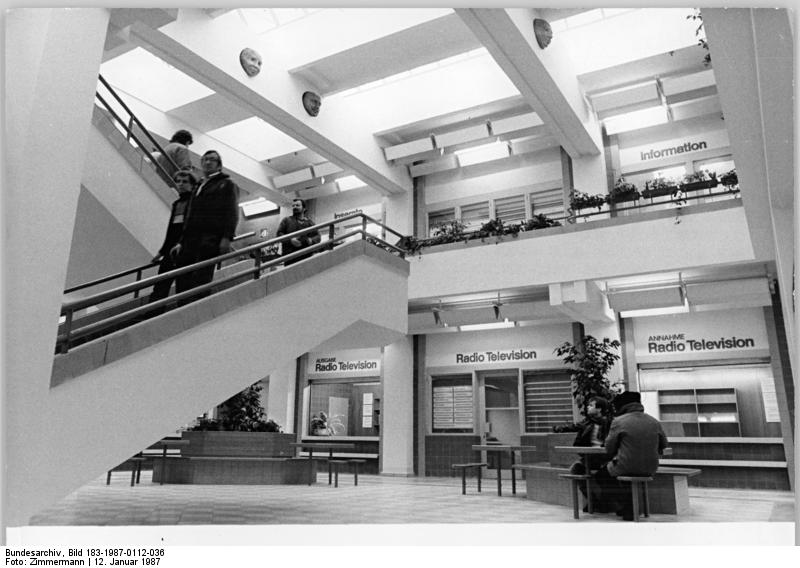
Innenraum des Hauses der Dienste, am oberen Treppenpodest sind drei der genannten Kunstwerke zu sehen: Köpfe

Das Bezirksamt Marzahn-Hellersdorf hat einen Pavillon am Fuße eines Wohnhochhauses für sein Kunstamt eingerichtet, das hier die Galerie M betreibt.
Überdies laden zahlreiche verschiedenartige Kunstwerke entlang der Promenade zum Betrachten ein. Das reicht von Brunnenanlagen, Fassadenmalerei, Bronze-Statuen bis hin zu Straßenflächengestaltungen und jährlich wechselnden Aktionen. Im Einzelnen handelt es sich um:

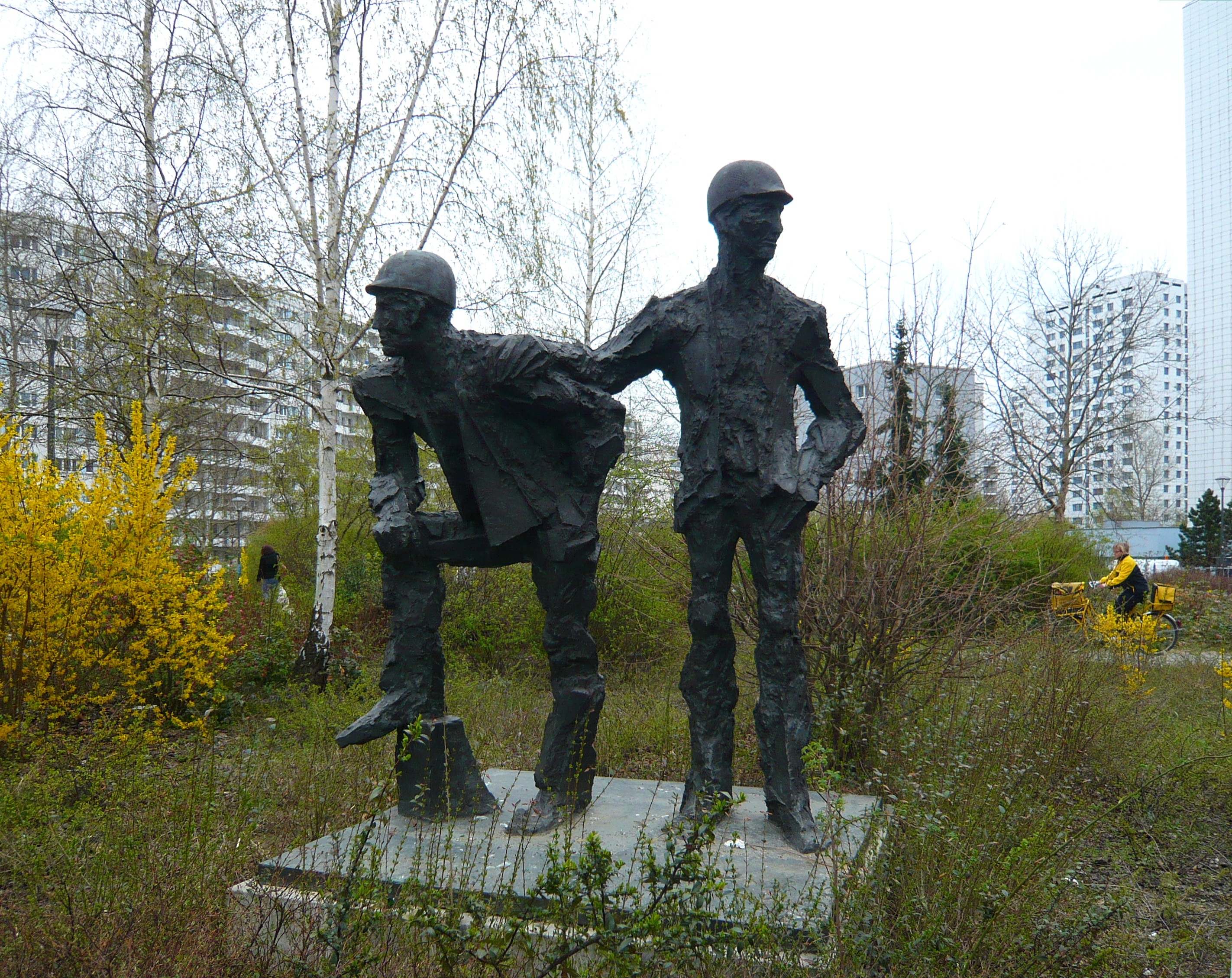
Denkmal für die Erbauer Marzahns, etwa in der Mitte des Fußgängerbereichs

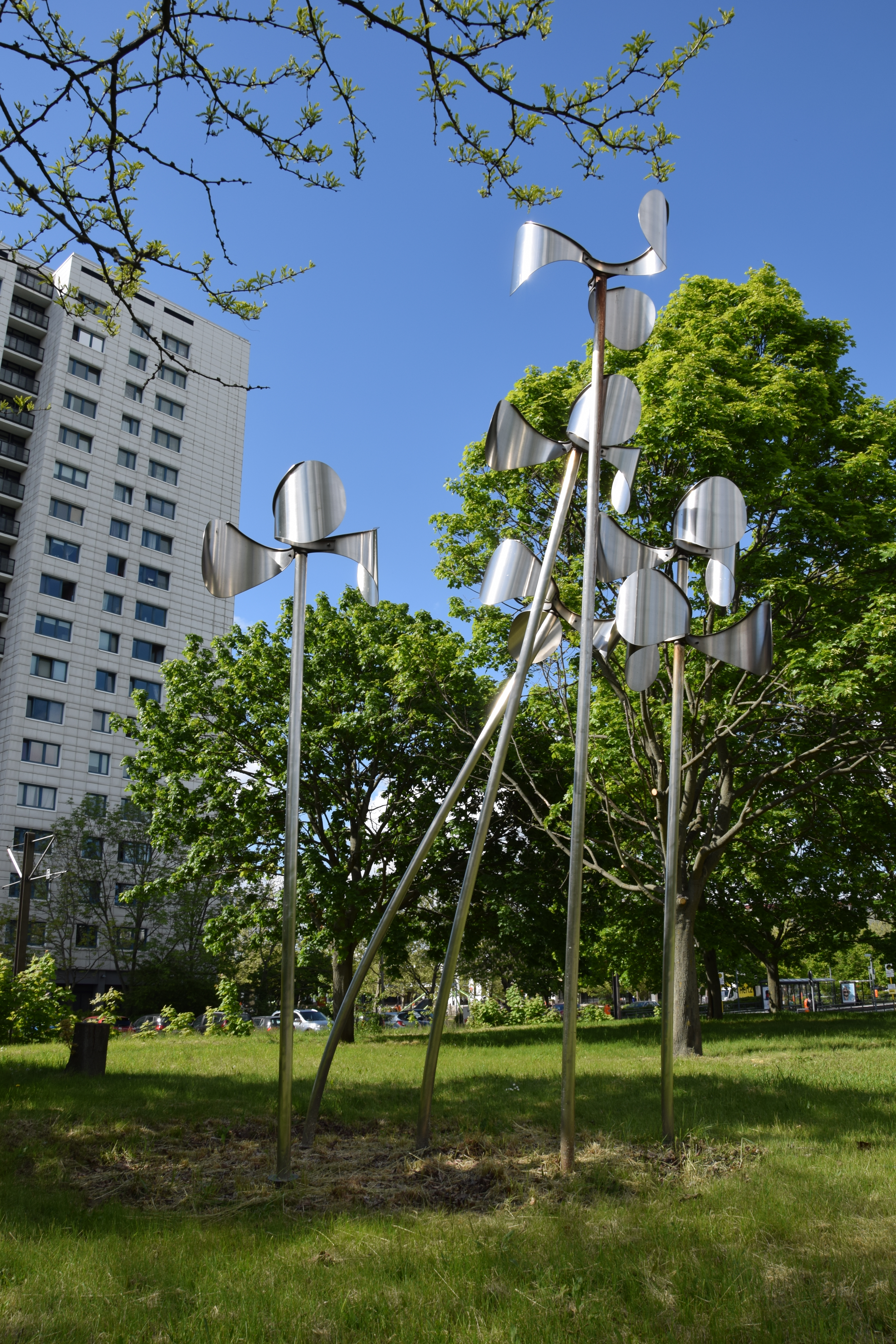
Windspiel auf einer Grünfläche

- Nummer 17: Am Haus der Dienste und in seinem Eingangsbereich befanden sich verschiedene Darstellungen zu den Themen Dienstleistungen und Handwerk. Das Gebäude wurde 1993 abgerissen, einige Plastiken wurden abgenommen und sind im Schaudepot Zwischenablage (Riesaer Straße 94 im Ortsteil Hellersdorf) ausgestellt.
- Auf einer Grünfläche vor dem Haus Nummer 30: Ein Denkmal für die Erbauer des damals neuen Stadtbezirks, gestaltet im Jahr 1988 von Karl Hillert mit Hilfe von Karl-Günter Möpert,[6] wurde 1990 vor dem Kaufhaus Marzahner Tor aufgestellt. Die drei Meter hohen Bronzeskulpturen stellen zwei Bauarbeiter dar, die gerade eine Beobachterstellung einnehmen. Das Denkmal kam erst 2005 an den heutigen Platz.
- Eine Gaststätte (Haus Nummer 40) befindet sich auf einer Geländeerhebung, zu der eine Freitreppe hinaufführt. Am Giebel des Restaurantgebäudes ist ein Mosaik-Bild nach Vorlage von Walter Womacka mit der Thematik Arbeit für das Glück des Menschen eingearbeitet. Die Gestaltungselemente Mensch, Technik, Natur und Kultur sind flächig zu einem bunten Ganzen verbunden und fordern zum Betrachten einzelner Elemente heraus.
Die Treppenpodeste sind mit Pflanzenornamenten aus Sandstein aus der Werkstatt von Nikolaus Bode als kleine Brunnenanlagen gestaltet. Treppenbrunnen und Wandbild wurden 1989 angefertigt.
- Ein weiteres Gaststättengebäude (Haus Nummer 45) trägt ebenfalls ein Mosaik-Wandbild von Walter Womacka, das bereits 1988 hier aufgebracht wurde. Es ist 17 Meter hoch und zeigt eine Mutter mit Kind in einer intakten bunten Landschaft unter dem Symbol einer Friedenstaube. Dem flüchtigen Blick bietet sich das Bild eher wie ein Graffito dar. Im Jahr 2013 installierte das Bezirksamt auf Initiative der Händler, Künstler und Anwohner der Promenade eine Beleuchtung für dieses Wandbild.[7]
Neben dem Gasthaus befand sich Ende der 1980er Jahre ein kleiner Café-Pavillon (Rosencafé). Hier waren einige Keramikreliefs mit dem Sujet Musen an den Innenwänden angebracht. Das Häuschen einschließlich Kunst wurde abgetragen.
- In der Nähe der Nummer 49, seit 1999 gesondert als Victor-Klemperer-Platz bezeichnet, erhielt eine einfache Formenskulptur aus Sandstein und Marmor einen neuen Platz: Das Ei von Reinhard Jacob. 1983 diente das Kunstwerk zunächst als Brunnen an der Allee der Kosmonauten 147. 1999 wurde es auf einen gesonderten quadratischen Sockel gestellt und akzentuiert den Wegebereich des neuen Stadtplatzes.
- Zwischen Marzahner Promenade 49 und der Landsberger Allee glänzen fünf Edelstahlsäulen in unterschiedlicher Höhe im Tageslicht. An ihrer Spitze tragen sie geformte und gebogene symbolische Blattornamente, die sich bereits bei schwachem Wind drehen. Das Windspiel wurde von Matthias Frotscher (* 1943) entworfen und von Hans-Joachim Kunsch ausgeführt. Es steht seit 1985 in dem kleinen Park.
- Grünfläche vor Nummer 55: Drei Figuren von Ingeborg Hunzinger stellen ein Denkmal für Kommunisten und antifaschistische Widerstandskämpfer dar. Sie sind einzeln vor dem Freizeitforum Marzahn aufgestellt. Das Thema wird symbolisch durch das Ensemble Die Geschlagene (Sandstein), Die sich Aufrichtende (Bronze) und Der sich Befreiende (Bronze) deutlich gemacht. Die Skulpturen entstanden zwischen 1986 und 1991 im Rahmen eines Kunstwettbewerbs und kamen entsprechend ihrer Fertigstellung an den heutigen Standort. Auf dem Boden zwischen zwei Skulpturen befindet sich die Inschrift „gehängt– gekämpft – geliebt – verbrannt – vergessen – gefoltert – gesiegt – getreten und geschlagen – befreit“ und nennt damit in prägnanter Kürze die Leiden in der Zeit des Nationalsozialismus.
- Nummer 55, direkt im Freizeitforum Marzahn (FFM) lädt wiederum ein Wandbild zur Kunstbetrachtung ein. Peter Hoppe hat für die Deckenfläche einen symbolischen Tagesablauf (Kunstharz auf Putz) gestaltet: Der Morgen / Der Tag / Der Abend / Die Nacht. Das Deckenbild wurde 1991 fertiggestellt und schmückt den Veranstaltungsraum des FFM.
- Zwei weitere Denkmale befinden sich im Bereich des FFM: im Treppenhaus Torso eines Stürzenden (Bronze auf zweistrebigem Metallsockel) von Wieland Förster 1985 und in der Bibliothek des Hauses: Zigeuner in Marzahn (Bronze, eine Kleinplastik eines Menschenpaares), die das Zigeunerlager in Marzahn (Zwangslager für Sinti und Roma 1936) künstlerisch verarbeitet.

Schließlich sorgen die Mitarbeiter des Bezirksamtes selbst für weitere Anziehungspunkte hier, wofür nach einem jährlichen Wettbewerb jeweils für ein Jahr ein besonderes Kunstprojekt ausgewählt und präsentiert wird.

## Aktivitäten
Im Jahr 2012 fand erstmals der vom Berliner Senat initiierte Zentren-Wettbewerb „Mittendrin in Berlin“ statt, für den die Marzahner Promenade zu einem Erlebnisparcours umgestaltet wurde. Eine Wettbewerbsjury schaute sich alle teilnehmenden Straßen an und die Umsetzung der Konzepte, danach gelangte die Marzahner Promenade in die Endausscheidung von insgesamt acht Straßen. Im Oktober 2012 sind die drei besten Projekte ausgezeichnet worden, für die eine Fördersumme von insgesamt 100.000 Euro bereitgestellt wurde. Die Händler und Gewerbetreibenden an der Marzahner Promenade erhielten einen Förderbetrag von 9.000 Euro, für den ab dem Jahr 2013 eine Erweiterung der Aktivitäten erfolgte: unter anderem Laufsportveranstaltungen mit einem Hochhauslauf, die Ausgabe einer entsprechenden Laufkarte für interessierte Besucher der Einkaufsmeile sowie die Fortsetzung des Seniorenaktivtags rund um das Freizeitforum.